# 留基伯环形山
留基伯环形山（Leucippus）是月球背面北半部一座古老的大撞击坑，约形成于39.2-38.5亿年前的酒海纪，其名称取自古希腊哲学家留基伯(约公元前5世纪)，1970年被国际天文学联合会正式批准接受。

## 描述

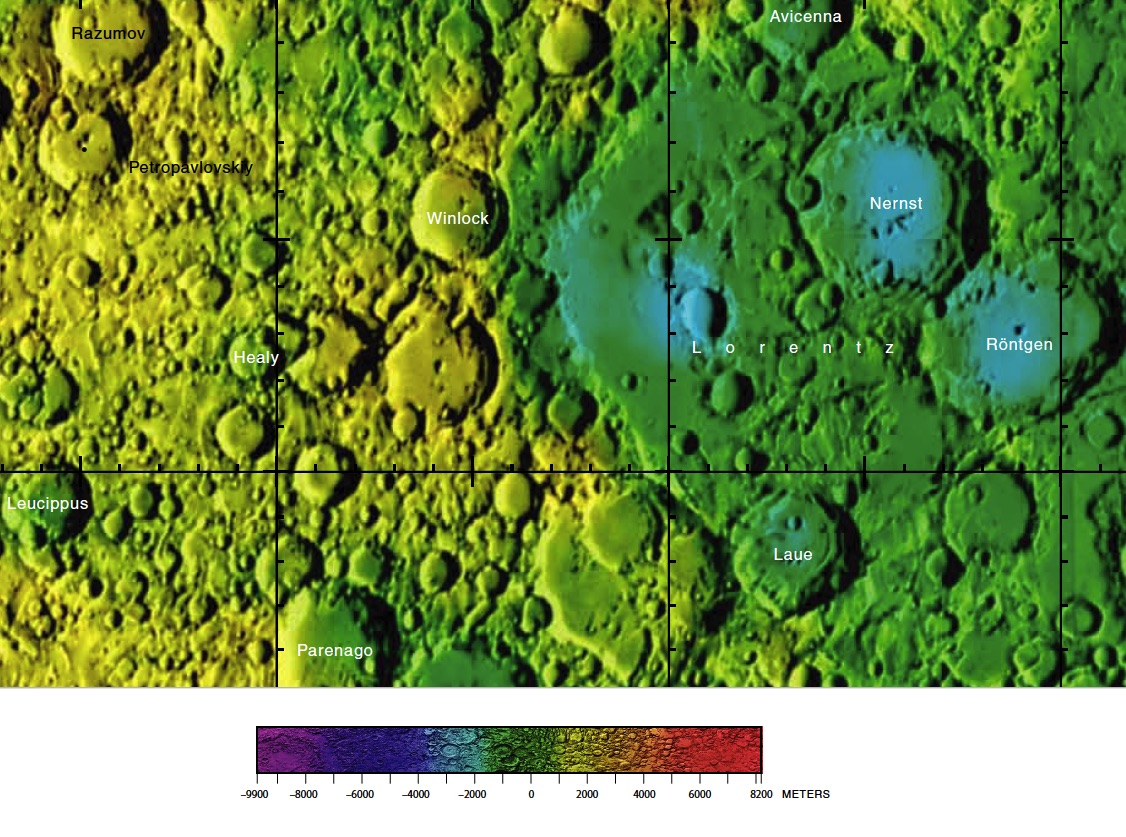
福勒环形山的周边，月球背面区域详图。

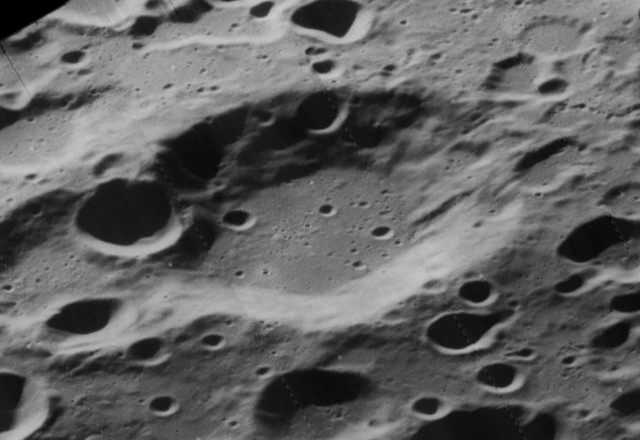
月球轨道器5号拍摄的西向斜视图

该陨坑与四周已命名撞击坑均相距稍远，它的西侧是较小的畑中陨石坑、西北为道格拉斯环形山，弗罗斯特环形山及彼得罗帕夫洛夫斯基环形山位于它的北面、往东北则是希利陨石坑，而沿东南偏东至西南偏南分别坐落了帕列纳戈环形山、科姆里环形山和康斯托克环形山。该陨坑中心月面坐标为29°14′N 116°25′W / 29.24°N 116.41°W，直径57.03公里，深度约2.44公里。
留基伯环形山外观轮廓圆形，东侧略微外凸，坑壁受磨损和侵蚀程度中等。其南侧连接了一较大的无名坑，二者交界处横跨了另一座圆杯状的小陨坑。留基伯环形山内侧壁宽坦平缓，但东南侧相对较窄，使坑底显得稍偏向东南；沿北侧和东南坡壁上凿切有数条裂槽。该环形山坑壁最大高出周边地形1180米，内部容积约2711公里3。坑底大小约为陨坑直径的一半，表面较为平坦，除散布有一些细小的撞击坑穴外，无其它地貌结构。距东南约60多公里处坐落了更大，也更古老的卫星坑"留基伯 Q"。

## 卫星陨石坑
按惯例，最靠近福勒环形山的卫星坑将在月图上以字母标注在它的中心点旁边.

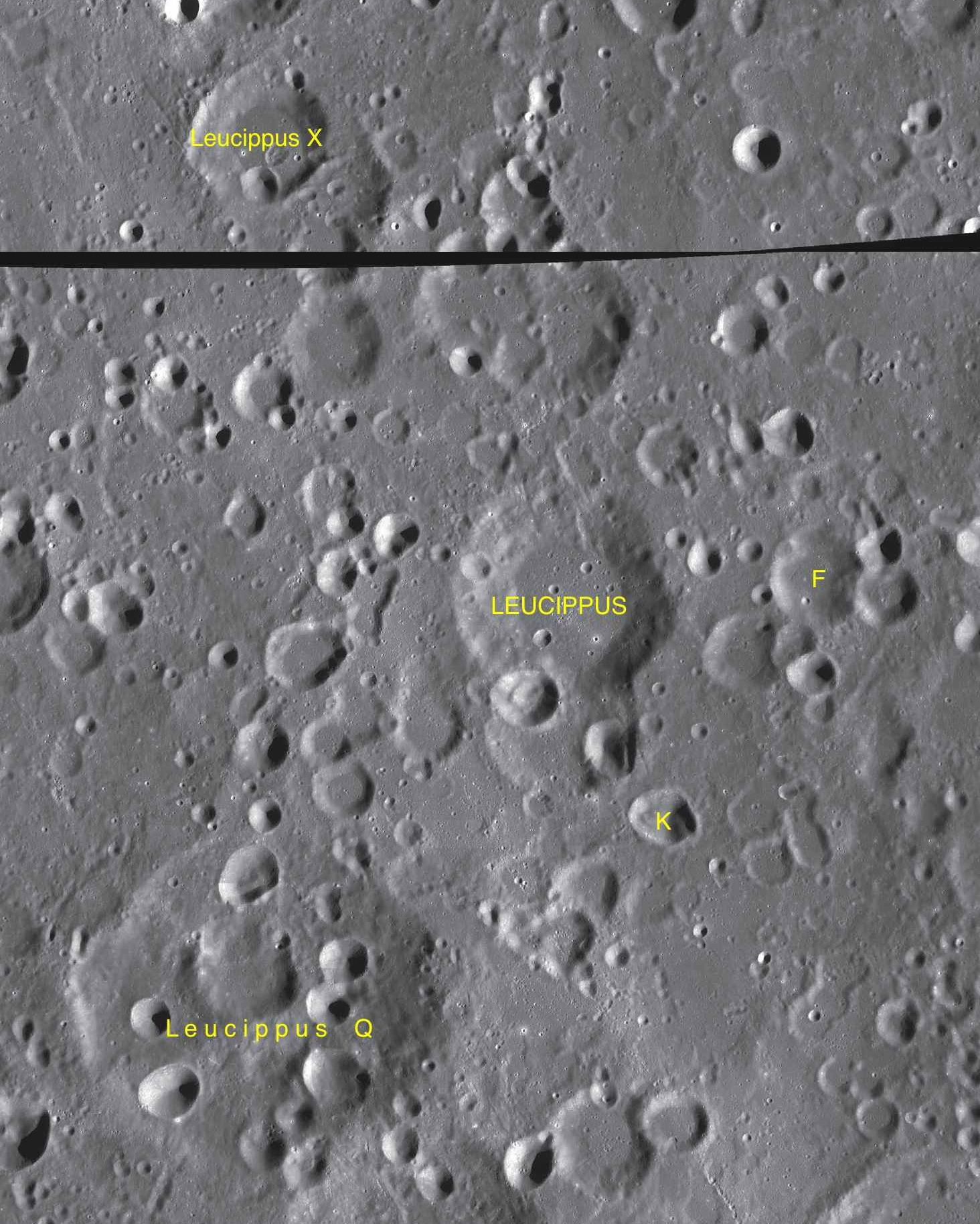
LAC-35与LAC-53拼接图

| 福勒 | 纬度    | 经度     | 直径    |
| ---- | ------- | -------- | ------- |
| F    | 29.1° N | 113.0° W | 19 公里 |
| K    | 27.2° N | 115.0° W | 14 公里 |
| Q    | 25.9° N | 118.8° W | 84 公里 |
| X    | 33.4° N | 118.8° W | 36 公里 |

- 卫星坑"留基伯 Q"约形成于前酒海纪[1]；
- 卫星坑"留基伯 X"约形成于酒海纪[1]。

## 参引资料
1. 1 2 3 4 5 6  Lunar Impact Crater Database
2. ↑   (PDF).   [2017-03-18]. （原始内容存档 (PDF)于2016-12-27）.
3. ↑   (PDF).   [2017-03-18]. （原始内容存档 (PDF)于2020-06-01）.
4. ↑  .   [2017-03-18]. （原始内容存档于2020-12-13）.

## 另请参阅
- Andersson, L. E.; Whitaker, E. A. . NASA RP-1097. 1982.
- Blue, Jennifer. . USGS. July 25, 2007  [2007-08-05]. （原始内容存档于2012-04-08）.
- Bussey, B.; Spudis, P. . New York: Cambridge University Press. 2004. ISBN 978-0-521-81528-4.
- Cocks, Elijah E.; Cocks, Josiah C. . Tudor Publishers. 1995. ISBN 978-0-936389-27-1.
- McDowell, Jonathan. . Jonathan's Space Report. July 15, 2007  [2007-10-24]. （原始内容存档于2012-05-26）.
- Menzel, D. H.; Minnaert, M.; Levin, B.; Dollfus, A.; Bell, B. . Space Science Reviews. 1971, 12 (2): 136–186. Bibcode:1971SSRv...12..136M. doi:10.1007/BF00171763.
- Moore, Patrick. . Sterling Publishing Co. 2001. ISBN 978-0-304-35469-6.
- Price, Fred W. . Cambridge University Press. 1988. ISBN 978-0-521-33500-3.
- Rükl, Antonín. . Kalmbach Books. 1990. ISBN 978-0-913135-17-4.
- Webb, Rev. T. W.  6th revised. Dover. 1962. ISBN 978-0-486-20917-3.
- Whitaker, Ewen A. . Cambridge University Press. 1999. ISBN 978-0-521-62248-6.
- Wlasuk, Peter T. . Springer. 2000. ISBN 978-1-85233-193-1.